# نوامبر (فیلم ۲۰۲۲)
نوامبر (به انگلیسی: November) و (به فرانسوی: Novembre) فیلمی محصول سال ۲۰۲۲ و به کارگردانی سیدریک ژیمنز است. در این فیلم بازیگرانی همچون ژان دوژاردن، ژرمی رنیر، مارین واکت، آنائیس دموستیه، ساندرین کیبرلن، لینا خضری و ویکتوئار دو بوئا ایفای نقش کرده‌اند.